# Byblia goetzius
Byblia goetzius är en fjärilsart som beskrevs av Herbst 1798. Byblia goetzius ingår i släktet Byblia och familjen praktfjärilar. Inga underarter finns listade i Catalogue of Life.